# Nello Cusin
Nello Aldo Cusin (San Stino di Livenza, 19 marzo 1965) è un allenatore di calcio ed ex calciatore italiano, di ruolo portiere.

## Carriera

### Giocatore

Cusin (in piedi, al centro) in una formazione bolognese della stagione 1989-1990

Cresce nella squadra della sua città, il S. Stino, per poi approdare nel 1982 al Conegliano in Serie C2 e nella stagione successiva al Treviso in Serie C1.
A questo punto avviene il salto in massima serie, che però rimane incompiuto poiché prima nella Lazio nel 1984-1985 e poi nel Como nei primi mesi della stagione successiva, non riesce ad esordire. Nell'ottobre 1985 passa quindi all'Ospitaletto in Serie C2, dove rimane per due stagioni prima del passaggio al Bologna dove diventa titolare fisso per ben quattro stagioni, approdando in A e disputando la Coppa UEFA.
Dopo la retrocessione in B dei felsinei, nel 1991, la carriera di Cusin, che aveva in quel momento appena 26 anni ed era considerato un obiettivo di mercato delle grandi squadre, subisce un inaspettato e pesante declino, passa infatti nell'estate del 1991 al Brescia dove rimane, salvo un anno di prestito al Pescara nel 1994, fino al 1996 senza però mai essere stabilmente titolare.
Successivamente scende nelle serie minori, cambiando varie squadre, dove fa sempre il ruolo del secondo portiere, ad eccezione della stagione nel Casarano. Conclude la sua carriera nel 2000 con la maglia del Cuneo.

### Allenatore
Intensa è l'attività di preparatore di Cusin nelle formazioni minori romagnole; inoltre condivide con Fabrizio Ferron la gestione della Scuola Portieri Uno con sede a Bologna. Nella stagione 2013-2014 è il preparatore dei portieri della Primavera del Modena.

## Palmarès

### Giocatore

#### Competizioni nazionali
- Campionato italiano di Serie B: 2

Bologna: 1987-1988
Brescia: 1991-1992
- Campionato italiano Serie C2: 1

Ospitaletto: 1986-1987 (girone B)

#### Competizioni internazionali
- Coppa Anglo-Italiana: 1

Brescia: 1993-1994